# Стшижево-Пачкове
Стшижево-Пачкове (пол. Strzyżewo Paczkowe) — село в Польщі, у гміні Ґнезно Гнезненського повіту Великопольського воєводства.
Населення — 253 особи (2011).
У 1975-1998 роках село належало до Познанського воєводства.

## Демографія
Демографічна структура станом на 31 березня 2011 року:
|          | Загалом | Допрацездатний вік | Працездатний вік | Постпрацездатний вік |
| -------- | ------- | ------------------ | ---------------- | -------------------- |
| Чоловіки | 125     | 27                 | 89               | 9                    |
| Жінки    | 128     | 34                 | 73               | 21                   |
| Разом    | 253     | 61                 | 162              | 30                   |